# Allograpta nigritibia
Allograpta nigritibia är en tvåvingeart som beskrevs av Huo, Ren och Zheng 2007. Allograpta nigritibia ingår i släktet Allograpta och familjen blomflugor. Inga underarter finns listade i Catalogue of Life.